# Elisabet Canalias
Elisabet Canalias Vila (née à Olot, le 21 décembre 1979) est une mathématicienne et ingénieure aérospatiale espagnole spécialiste dans le calcul de trajectoires interplanétaires, connue par sa participation dans les opérations d'atterrissage de la sonde Philae sur la comète 67P/Tchourioumov-Guérassimenko. Elle travaille au Centre spatial de Toulouse du CNES.

## Carrière
Elisabet Canalias est diplômée en mathématiques de l'université polytechnique de Catalogne et a obtenu son doctorat en ingénierie aérospatiale, avec une thèse soutenue en 2007, intitulée « Contribución al diseño de misiones a los puntos de libración utilizando variedades invariantes hiperbólicas »,. Elle est chercheuse postdoctorale à l'Agence spatiale européenne de 2007 à 2009.
En 2010, elle fait partie de l'équipe d'opérations de l'Agence spatiale européenne qui a réussi la rencontre de la sonde Rosetta et de l'astéroïde Lutèce dans sa trajectoire vers la comète 67P/Tchourioumov-Guérassimenko. À partir de 2013, elle fait partie du Centre d'opérations scientifiques et de navigation (SONC) de Philae à l'Agence spatiale française. Également membre de l'équipe de dynamique du vol (SONC-FD), elle participe à l'analyse de mission et aux calculs de trajectoire qui ont conduit en 2014 au choix de la région d'Aguilkia comme lieu d'atterrissage de Philae. Elle travaille au centre de contrôle pendant les opérations concernant Philae, ainsi que dans les études postérieures au rebond de la sonde sur la surface de la comète.
Elle est l'un des experts de référence de l'Agence spatiale française (CNES) pour les études de trajectoire des missions interplanétaires avec participation de cette agence (en particulier celles d'accès aux petits corps, comme la mission de l'atterrisseur MASCOT d'Hayabusa 2). Elle fait partie également de l'équipe d'opérations pour la mise en orbite des satellites de navigation Galileo.

## Hommages et distinctions
Les médias se sont fait l'écho de la participation d'une scientifique catalane à cette mission. La mairie d'Olot l'a nommée ambassadrice de cette ville dont elle est originaire,, et l'office du tourisme d'Olot lui a accordé le prix Garrotxina 2014,,.

## Publications
- E.Canalias, G.Gomez, M.Marcote, J.J.Masdemont., « Assessment of Mission Design Including Utilization of Libration Points and Weak Stability Boundaries », sur Department de Matematica Aplicada, Universitat Politecnica de Catalunya and Department de Matematica Aplicada, Universitat de Barcellona